# Bellucia grossularioides
Bellucia grossularioides es una especie fanerógama, un árbol que puede llegar a los 7 m de altura y se ubica hasta altitudes de 400 m s. n. m.

## Descripción
Presenta hojas glabras, ovado-elípticas a oblongo elípticas, coriáceas, con 5 nervios principales, cortamente acuminadas. Flores grandes, con 6 a 8 pétalos blancos con tintes rosados y cálices membranosos vistosos remanentes; las flores se localizan no en las ramitas terminales sino en las leñosas y sobre los troncos con crecimiento secundario. Fruto baya blanco-amarillento.

## Distribución
Es endémica de México (Veracruz, Chiapas, Tabasco) Belice, Costa Rica, Guatemala, Honduras, Nicaragua, Panamá, Guadeloupe, Guayana Francesa, Guyana, Surinam, Venezuela, Brasil (Acre, Amapa, Amazonas, Bahia, Maranhao, Mato Grosso, Para, Rondonia), Bolivia (Beni, La Paz, Pando), Ecuador, Colombia, Perú (Junín, Loreto).

## Taxonomía
Bellucia grossularioides fue descrita por (L.) Triana y publicado en Transactions of the Linnean Society of London 28(1): 141–142. 1871[1872].
Sinonimia
- Bellucia brasiliensis Naudin
- Bellucia circumscissa Spruce ex Cogn.
- Bellucia hostmannii Naudin
- Bellucia macrophylla (D. Don) Triana
- Bellucia multiflora H. Karst.
- Bellucia quinquenervia (Aubl.) H. Karst.
- Bellucia superba Naudin
- Blakea macrophylla D. Don
- Blakea quinquenervia Aubl.
- Melastoma grossularioides L.
- Webera quinquenervia (Aubl.) C.C. Gmel.[2]